# Noez
Noez es un municipio y localidad de España de la provincia de Toledo, en la comunidad autónoma de Castilla-La Mancha. El término municipal tiene una población de 990 habitantes (INE 2024).

## Toponimia
El término "Noez" se deriva probablemente del latín vulgar NŎCE, que a su vez se deriva del latín clásico NŬCE 'nuez', pero con el significado de nogal. Hasta el siglo XVIII se llamaba Nuez y en el XIX indistintamente Nuez o Noez, alternancia que pudo producirse por la vacilación entre las vocales o y u durante el período medieval, o simplemente por una alteración del nombre. 
El topónimo pudo originarse por la presencia de nogales en la zona, aunque en la actualidad no se encuentre ninguno.

## Geografía

Arroyos que discurren por Noez

El municipio se encuentra situado «al pie de una gran sierra que lleva el nombre del pueblo y le domina por O.». Pertenece a la comarca de Montes de Toledo y linda con los términos municipales de Polán y Casasbuenas al norte, Mazarambroz al este, Pulgar al oeste y Totanés al sur, todos de Toledo.
Su término es atravesado por pequeños arroyos, secos en la mayor parte del año, entre los que destacan los del Conde, de la Dehesilla y del Valle Hondo. 
Sus puntos más altos se encuentran al oeste de la población y al sur, en la frontera con Pulgar, con 895 m s. n. m. y 890 m s. n. m. respectivamente.

## Historia
En 1238 aparece citado el caserío de Nuez en un documento mozárabe de venta.
Pero sería precisamente un siglo después en 1.326,  cuando  Alfonso Fernández Nieto, hijo de Esteban Fernández, crea el lugar de Noez
perteneciente a la jurisdicción de Toledo y subsiguientemente único señorío solariego de la familia Niño.
En el año 1443 don Juan de Ayala, hijo de Garci Fernández de Córdoba, despensero mayor de la reina,  y María de Cervantes, dueños del lugar de Noez, se lo venden a Fernando Niño I, que en aquel entonces era Regidor del Cabildo Municipal de Toledo y guarda del rey, hijo de Rodrigo Niño I y Juana Díaz, esta última, hija de Fernán López de Tordelobos, cabeza de un rico linaje enraizado en la ciudad de Toledo.
Fundadora del Mayorazgo de Noez en el año 1538, fue doña María Niño Ribera, mujer de gran carácter y personalidad y que casó con Lope Conchillos, secretario de Fernando el Católico. Con el preceptivo consentimiento real, esta ilustre dama creó el Mayorazgo para su hijo primogénito Pedro Niño de Ribera, en el que se incluían no solo los bienes heredados de su abuelo y padres, sino las mejoras y compras que habían hecho ella y su esposo en el matrimonio,  como una dehesa perteneciente a don Hernando Dávalos señor de Totanés, comprada de los bienes confiscados al comunero por el rey Carlos I de España.
Hermana de don Pedro Niño de Ribera e hija de los fundadores del Mayorazgo fue doña Francisca Conchillos Ribera, que casó con Pedro López de Ayala, señor de Guadamur del Condado de Fuensalida. 
Noez formó parte de la comarca de La Sisla, siendo repoblado por mozárabes toledanos.
A su término pertenecieron las alquerías de Pejines y Santa María, que se encontraban despobladas ya en el siglo XVIII.  A mediados del siglo XIX tenía 128 casas con tapias de tierra y cimientos de piedra tosca,y el presupuesto municipal ascendía a 5046 reales de los cuales 1500 eran para pagar al secretario.

## Administración
| Periodo   | Nombre                      | Partido       |
| --------- | --------------------------- | ------------- |
| 1979-1983 | Gonzalo Torija Díaz         | UCD           |
| 1983-1987 | Gonzalo Torija Díaz         | AP/PDP/UL     |
| 1987-1991 | Juan Francisco Revenga Ruiz | Independiente |
| 1991-1995 | Martín Rojas García         | PSOE          |
| 1995-1999 | Tomás Largo Ruiz            | PP            |
| 1999-2003 | Tomás Largo Ruiz            | PP            |
| 2003-2007 | Yolanda Sánchez García      | PSOE          |
| 2007-2011 | Yolanda Sánchez García      | PSOE          |
| 2011-2015 | Yolanda Sánchez García      | PSOE          |
| 2015-2019 | José Antonio Ruiz Cerdeño   | PSOE          |
| 2019-2023 | José Antonio Ruiz Cerdeño   | PSOE          |
| 2023-act. | José Antonio Ruiz Cerdeño   | PSOE          |

## Demografía
Cuenta con una población de 990 habitantes (INE 2024).
| Gráfica de evolución demográfica de Noez entre 1842 y 2021                                                            |
| |
| Población de derecho según los censos de población del INE. Población de hecho según los censos de población del INE. |

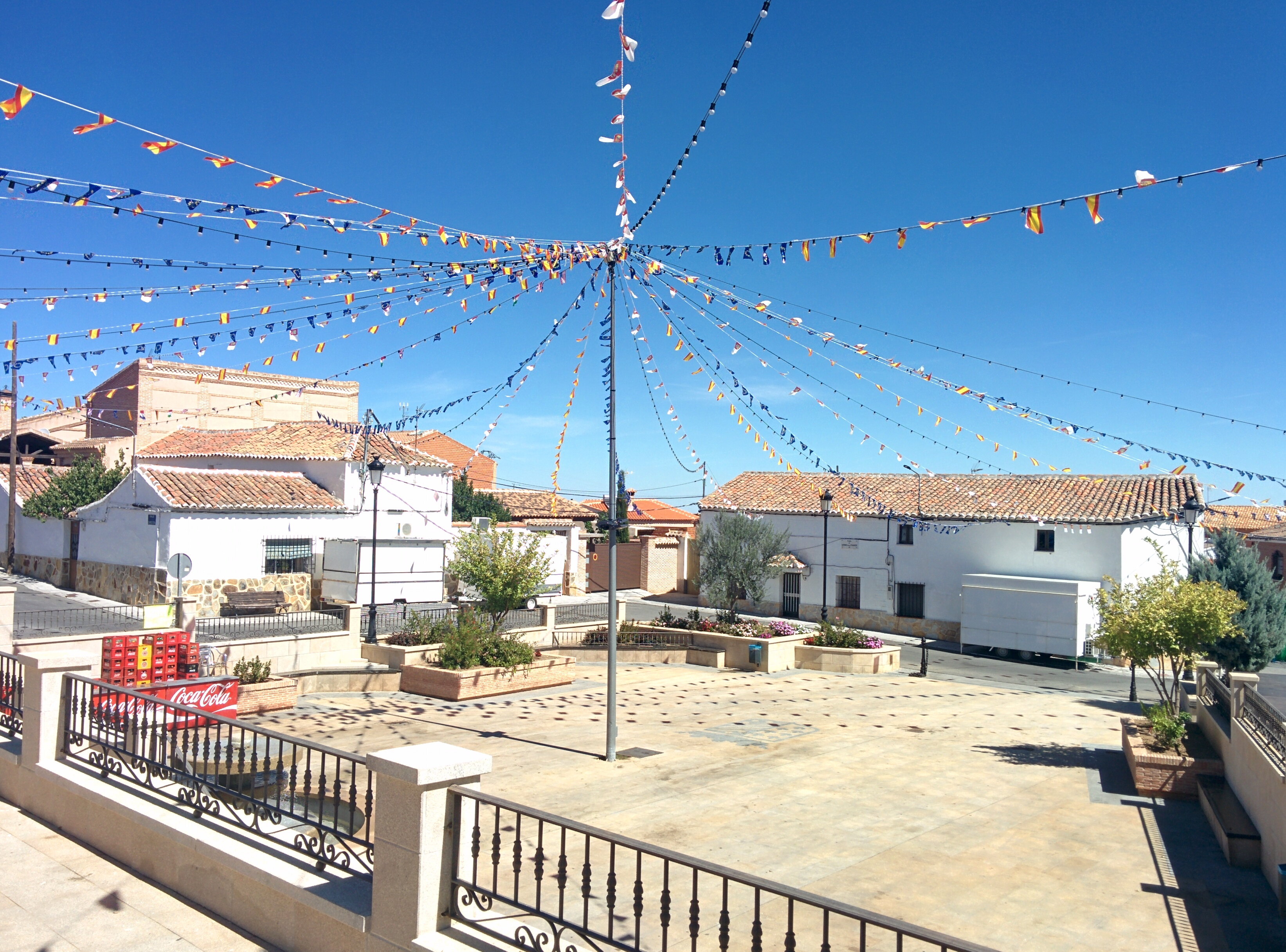
La plaza Licinio de la Fuente engalanada durante las fiestas

El constante aumento de la población desde principios de siglo se vio roto en la década de los 40 aunque volvió a recuperarse en la siguiente. A partir de entonces sufrió un rápido descenso hasta los 80, para incrementarse en los 90 y volver nuevamente a disminuir. En la siguiente tabla, donde se muestra la evolución entre 1996 y 2006 según datos del INE, se aprecia a partir de 1998 un mantenimiento de la población en torno a los 800 habitantes.
| 902        | 818 | 820 | 817 | 823 | 802 | 798 | 800 | 800 | 806 | 831 | 863 | 928 | 967 | 1001 | 980 |
| (Fuente: ) |     |     |     |     |     |     |     |     |     |     |     |     |     |      |     |

NOTA: La cifra de 1996 está referida a 1 de mayo y el resto a 1 de enero.

## Economía
Históricamente ha sido una población fundamentalmente agrícola. Durante el siglo XIX se producía «trigo, cebada, centeno, algarrobas, garbanzos, aceite y vino», manteniéndose así mismo ganado lanar, cabrío y mular para el trabajo. En cuanto a la industria y el comercio existían dos molinos de aceite y dos tiendas de hilos. Los braceros, cuando no tenían trabajo, se dedicaban a la confección de castañuelas que vendían en las poblaciones vecinas.
En la actualidad el sector predominante es el de la industria con un 38,5 % del total de empresas, seguido por los de servicios con un 28,2 %, la construcción con un 20,5 % y en último lugar la agricultura con un 12,8 %.

## Patrimonio

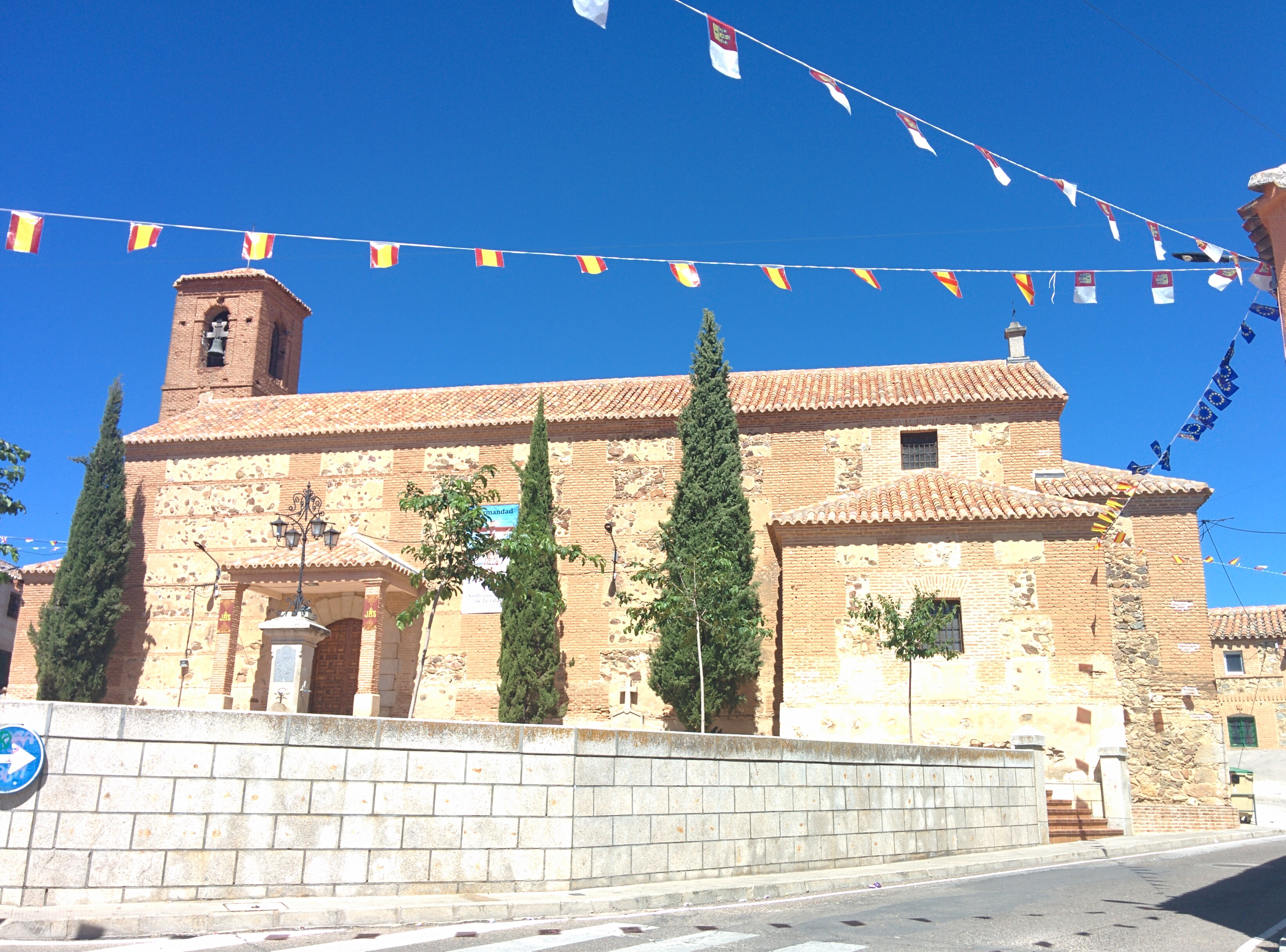
Iglesia de San Julián

- Iglesia parroquial de San Julián: edificio de ladrillo y mampostería, de una sola nave, construida a mediados del siglo XVIII, derribándose el edificio anterior por pequeño y ruinoso. En 1835 se colocó el tabernáculo y en 1843 se añadieron 4 altares procedentes del extinguido monasterio Monte-Sion.
- Palacio de los Niño.[10]

## Personas notables
- Licinio de la Fuente y de la Fuente (1923-2015). Político y empresario. Fue ministro de Trabajo entre 1969 y 1975.
- Rafael Torija de la Fuente (1927-2019). 10.º Obispo de Ciudad Real (1.º con dicho título) y Prior de las Órdenes Militares.
- Juan Ruiz de Luna (1863-1945). Ceramista.

## Fiestas
- 3 de mayo: Cruz de Mayo.
- Segundo domingo de septiembre: fiestas patronales.